# Boudofo
Boudofo è un comune rurale del Mali facente parte del circondario di Kita, nella regione di Kayes.
Il comune è composto da 8 nuclei abitati:
- Boudofo
- Dialikebafata
- Guanfaragué Mourdiah
- Kénieroba
- Mourdiah
- Kolonding
- Oualia
- Sémè